# Tekisha Abel
Tekisha Abel is een Surinaams zangeres. Ze brak door op 18-jarige leeftijd en groeide uit tot een van de bekendste artiesten van Suriname.

## Biografie

### Jeugd en doorbraak
Tekisha Abel werd rond 1989 geboren. Ze zong vanaf haar vierde in het kerkkoor van de zevendedagsadventisten. Op het  zingen van liefdesliederen en andere muziek buiten de kerkmuren rustte eigenlijk een taboe, maar op haar veertiende kreeg ze de steun om te zingen tijdens het Scholierensongfestival ook van haar strenggelovige grootvader. Hier voerde ze twee liedjes op: van Shania Twain From this moment on en van CeCe Winans It wasn’t easy, dat haar favoriete kerklied was en ook later van steun is gebleven.
Op haar achttiende zette ze een volgende stap in haar muziekcarrière door haar deelname aan de finale van SuriPop XIV. In een vol Nationaal Indoor Stadion zong ze Mi lobi yu fu tru. Vol van zenuwen stapte ze na afloop van het podium af en hield zich voor: "dit nooit weer." In de praktijk bleek het juist haar doorbraak te zijn. Ze volgde op dat moment een opleiding tot verplegingsassistent, en gaf ernaast shows en bracht haar eerste album uit.
Toen ze eenentwintig was ontmoette ze Kenny B. Samen brachten ze het nummer Neks ne tai (2011) uit en onder zijn hoede groeide ze in de rol van podiumartiest. In de vier volgende jaren bracht ze rond de twintig singles uit. Ze traden ook samen op, waaronder in Cayenne in buurland Frans-Guyana. Daarnaast speelde ze de hoordrol van detective Dona in de Surinaamse film Lost in hustle (2012) van de Nigeriaanse regisseur Didier Chabi.

### Verenigde Staten
In 2014 vertrok ze naar de Verenigde Staten met het doel om haar muziekcarrière daar verder te ontwikkelen. Ze was op dat moment een van de grootste Surinaamse artiesten, maar verdiende er nauwelijks mee. Kort ervoor was haar vader overleden en deze tijd stond in het teken van een tweestrijd of ze wel of niet wilde doorgaan in de muziek. Toen ze zwanger werd, werd de onderbreking definitief. In 2017 keerde ze met haar zoontje terug naar Suriname en medio 2018 maakte ze haar comeback met singles, en optredens waarvoor ze ook naar Nederland reist.

### Tekst en muziek
In de teksten van haar liedjes zit geregeld een boodschap, zoals in Police (2014) waarmee ze de boodschap geeft dat huiselijk geweld niet geïncasseerd hoeft te worden. Haar ode Suriname (2018) is bedoeld voor Surinamers in den vreemde voor wie heimwee niet altijd makkelijk is en terugkeer niet altijd mogelijk. In 2019 was ze een van de artiesten die Gi wan ana zongen voor de jaarlijkse inzamelingsactie van Su Aid.
Kort voor Valentijnsdag 2021 bracht ze reuring op sociale media teweeg toen ze haar nieuwe, seksueel getinte videoclip van Lolo bal lanceerde. De clip leidde tot verwoedde discussies, waarna ze aankondigde met een gekuiste versie te zullen komen voor de radio. De videoclip was in februari 2022 van YouTube verwijderd.